# Taiyuan (stacja kolejowa)
Taiyuan – stacja kolejowa w Taiyuan, w prowincji Shanxi, w Chinach. Znajdują się tu 4 perony.